# Anyphops leleupi
Anyphops leleupi là một loài nhện trong họ Selenopidae.
Loài này thuộc chi Anyphops. Anyphops leleupi được P. L. G. Benoit miêu tả năm 1972.